# Koninklijk Nederlands Instituut voor Onderzoek der Zee

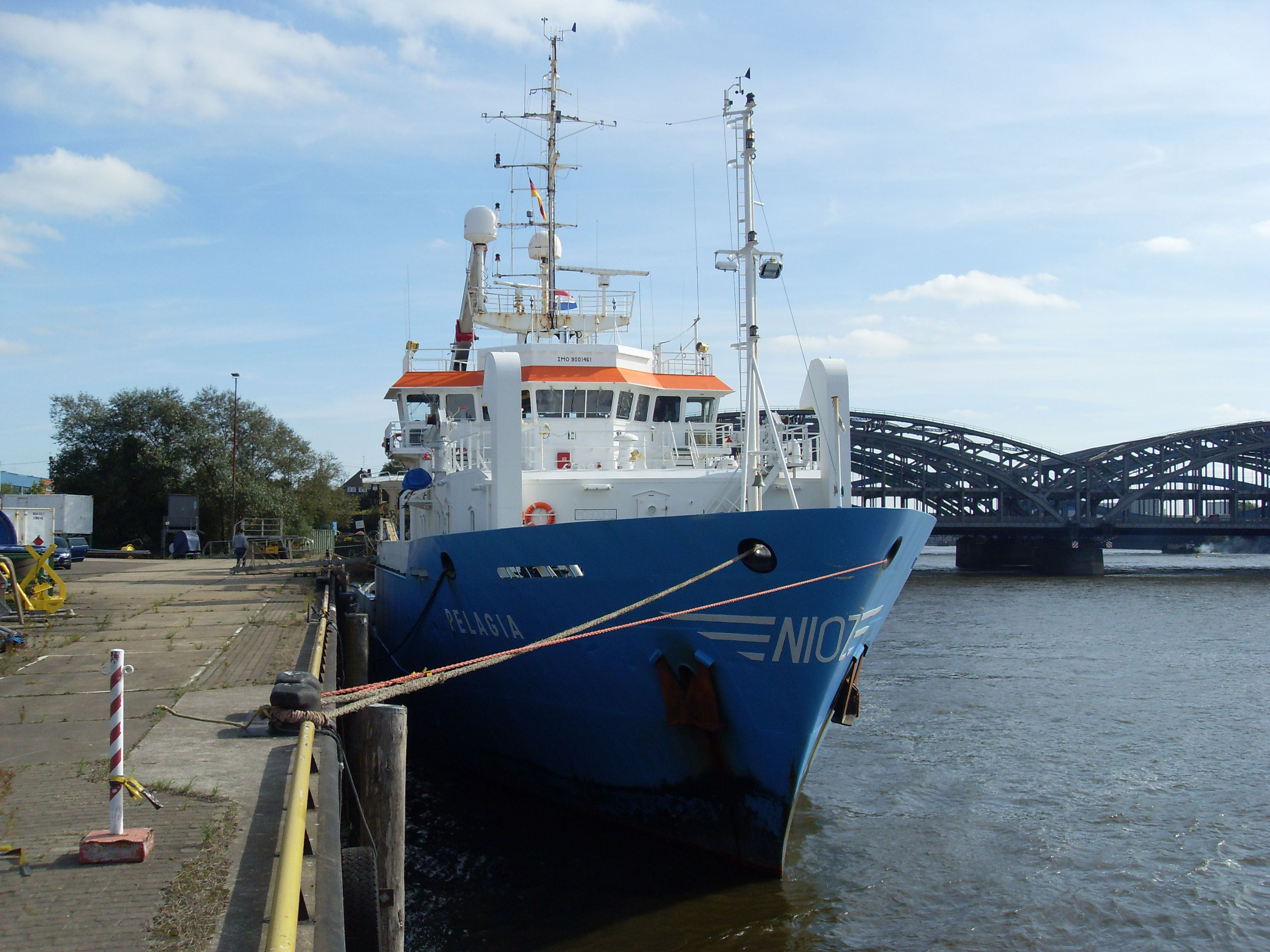
RV Pelagia, onderzoeksschip van het Koninklijk Nederlands Instituut voor Onderzoek der Zee

Het Koninklijk Nederlands Instituut voor Onderzoek der Zee (NIOZ) is een onderzoeksinstituut dat deel uitmaakt van de Nederlandse Organisatie voor Wetenschappelijk Onderzoek (NWO). Het instituut houdt zich bezig met onderzoek op het terrein van oceanografie, biologie, toxicologie, biochemie en geologie en beschikt onder meer over eigen onderzoeksschepen. In 2022 werkten er 337 mensen bij het instituut.

## Geschiedenis
Het instituut werd opgericht in 1876 en vormt daarmee een van de oudste oceanografische onderzoeksinstellingen van Europa. In 2001 werd het predicaat Koninklijk verleend. Het NIOZ was oorspronkelijk gevestigd in Den Helder maar sinds 1965 is het instituut te vinden in Den Hoorn op het eiland Texel, dicht bij de veerhaven in 't Horntje. Sinds het Centrum voor Estuariene en Mariene Ecologie van het Nederlands Instituut voor Ecologie in 2012 onderdeel werd van het NIOZ, heeft het instituut ook een vestiging in Yerseke. Dit onderzoekscentrum richt zich op de ecologie van (kust)zeeën en estuaria.

## Afdelingen

### Fysische Oceanografie
De afdeling Fysische Oceanografie houdt zich bezig met de natuurkundige aspecten van de zee. Dit betreft onder andere de gelaagdheid van de zee en de grootschalige waterbewegingen in de oceanen, maar ook de kleine turbulenties in de Waddenzee. Een deel van het werk vindt plaats in de vorm van zeegaand onderzoek vanaf onderzoeksschepen, onder andere via tochten op de Noordzee, Atlantische- en Indische oceaan en Antarctische wateren. Ook wordt gebruikgemaakt van satellietgegevens over stroming en watertemperaturen. Een ander deel bestaat uit zuiver theoretisch onderzoek. Moderne wiskundige methoden zoals chaostheorie worden hier gebruikt om golf- en getijdenbewegingen beter te begrijpen. 

### Mariene Biochemie en Toxicologie (MBT)
Deze afdeling houdt zich bezig met de bepaling van de moleculaire samenstelling van organisch materiaal in zeeorganismen, sedimentmateriaal en jonge en oude sedimenten. Het doel is het begrijpen van de herkomst van organisch materiaal in zee en in de aardkorst en van de veranderingen die in de loop van de tijd in dat materiaal hebben plaatsgevonden. Met behulp van zogenaamde moleculaire fossielen is het mogelijk de aanwezigheid van diverse soorten organismen in vroegere zeemilieus aan te tonen een daardoor een idee te krijgen van vroegere milieucondities in de zee. Periodiek en incidentele lange en korte termijn klimaatverschillen worden getraceerd aan de hand van hoge resolutie studies van organische verbindingen in sedimenten. De resultaten dienen onder andere voor de evaluatie van klimaatmodellen. Ten slotte houdt toxicologie zich bezig met de bestuderingen van concentraties van verontreinigde organische verbindingen, zoals PAK’s PCB’s in water en bodem en het toxische effect hiervan op organismen.

### Mariene Chemie en Geologie (MCG)
Tot de chemische geologie behoort het onderzoek naar de betrokkenheid van voedingstoffen (stikstof en fosforverbindingen) en metalen (voornamelijk ijzer) bij de groei van algen, terwijl tevens aandacht wordt besteed aan de bij dit proces optredende uitwisseling van gassen (koolstof, koolzuur en stikstofoxiden). Ook de opnamecapaciteit van de zeeën voor de CO2 uit de atmosfeer is een belangrijk onderwerp.
Een tweede tak van onderzoek betreft het lot van organisch materiaal en de daarin opgeslagen elementen als stikstof, fosfor en zwavel op de zeebodem en in het sediment.
De mariene geologie houdt zich bezig met onderzoek van transport, afzetting en erosie van sediment, zowel in riviermonden en de Waddenzee als op het continentale plat, de continentale helling en in de diepzee. Apparatuur is ontworpen om ter plaatse in het water en in de bodem metingen uit te voeren. De sedimenten bevatten informatie over veranderingen in het klimaat in de loop der tijden en hoe de oceaan daarop reageerde. Hiermee hangt onderzoek samen naar de mineralogie van het sediment en naar het gelijktijdige voorkomen in het water van silica en aluminium, de belangrijkste componenten van het sediment. 

### Biologische Oceanografie (BIO)
Deze afdeling bestudeert de levensomstandigheden, de voedselketens en de productiviteit van het plankton in de Noordzee en diverse andere oceaan. Naast de bepaling van de totale biomassa worden de soorten fyto- (=plantaardig) plankton en zoö- (=dierlijk) plankton gedetermineerd. De biomassa en productiviteit zijn een maat voor de hoeveelheid voedsel die beschikbaar is voor de hogere levensvormen in zee. Deze omstandigheden worden nagebootst in grote aquaria. Op deze manier kan men nagaan of besmetting van de zeedieren invloed hoeft op deze levensvorm. Ook de afbraak van plankton materiaal door bacteriën wordt bestudeerd, en de sedimentatie. Kwantificering van deze processen is heel actueel in verband met de bufferfunctie die de oceanen vervullen bij de toename van het broeikaseffect.

### Mariene Ecologie en Evolutie (MEE)
Bij het biologisch onderzoek in de ondiepe gedeeltes van de zee staat speciaal de Waddenzee in de belangstelling. Op dit gebied heeft het NIOZ zijn langste ervaring. De grote rijkdom aan bodemdieren geeft de Waddenzee zijn bijzondere betekenis als opgroeigebied (kraamkamer) voor vissen en foerageergebied voor trekvogels. Veranderingen met het seizoen en de jaren worden op de voet gevolgd aan de hand van langetermijnmetingen van aantallen en groeisnelheden van uiteenlopende organismen als bodemdieren, vissen en vogels. De laatste jaren heeft het vogelonderzoek in getijdengebied een grote vlucht genomen. Na de ontrafeling van de trekroutes van wadvogels volgt nu een fase waarin vragen worden gesteld over de ecologische basis van de trekbewegingen.
Voortbouwend op de gedetailleerde veldkennis van het NIOZ, worden de ingewikkelde voedselrelaties tussen wadvogels, vissen en bodemdieren in toenemende mate onderzocht in experimentele opstellingen. Ook het zeebodemleven dat zich permanent aan het oog onttrekt, van nationale zeewateren tot diepzee, wordt op het NIOZ bestudeerd. Welke soorten komen er voor, hoe is hun ruimtelijk verdeling, welke aantallen per m² en hoe groot is hun biomassa? Bodemsystemen kunnen zich op bepaalde plaatsen handhaven of veranderen via natuurlijk opeenvolgende stadia of misschien onder invloed van menselijk handelen. Of men hierbij in maanden, jaren of decennia moet denken wordt eveneens bestudeerd.

### NIOZ Yerseke
Naast de afdelingen op Texel vindt het zeeonderzoek in Yerseke sinds 2012 ook onder NIOZ-vlag plaats. De oorspronkelijke NIOO-werkgroepen zijn: Ecosysteem Studies, Mariene Microbiologie en Ruimtelijke Ecologie. Ook is er een speciale Monitor Taakgroep.

## Vloot
Voor wetenschappelijk onderzoek beschikt de National Marine Facilities (NMF) divisie van NIOZ over drie schepen, te weten de RV Pelagia, de RV Navicula en de RV Adriaen Coenen. Aan boord van deze schepen zijn diverse voorzieningen voor wetenschappelijk onderzoek aanwezig, zoals vaste en mobiele laboratoria, maar ook allerhande meetgerei om zowel water als bodemonderzoek te kunnen uitvoeren. De oorspronkelijke vloot, bestaande uit de Pelagia, de Navicula en de RV Stern, raakte verouderd en daarom heeft NIOZ in 2018 een plan voor vervanging van de onderzoeksvloot voorgelegd aan het NWO-bestuur. Deze plannen hebben geleid tot de vervanging van de Stern door de RV Adriaen Coenen en de voor 2023 geplande vervanging van de Navicula door de RV Wim Wolff. De beoogde vervanging van de Pelagia door de RV Anna Weber-van Bosse is nog uitgesteld omdat op 14 april 2022 de rechtbank Noord-Holland heeft besloten dat het originele contract gewijzigd moest worden wegens gemaakte fouten in de aanbestedingsprocedure.